# Haití en los Juegos Paralímpicos de Tokio 2020
Haití estuvo representado en los Juegos Paralímpicos de Tokio 2020 por un deportista masculino. El equipo paralímpico haitiano no obtuvo ninguna medalla en estos Juegos.